# Pál Dávid (labdarúgó)
Pál Dávid (Nagykanizsa, 1993. szeptember 23. –) magyar labdarúgó, az FC Nagykanizsa játékosa.

## Pályafutása
Pál Dávid Nagykanizsán, az NTE 1866 együttesénél kezdte karrierjét. Kanizsáról 2006 tavaszán került a zalaegerszegi labdarúgócsapathoz. Az egerszegi klubnál az utánpótlás csapatokban játszott, a tartalékok között először 2011. március 19-én szerepelt, a Csorna ellen 1-0-ra megnyert mérkőzést ráadásul Ő döntötte el. Az NB1-ben a Prukner László vezette ZTE színeiben mutatkozott be 2012. március 3-án, a Pécs ellen 0-0-ra végződött találkozó 88. percében csereként állt be.
A tehetséges játékos több alkalommal szerepelt a magyar U18-as és U19-es válogatottban is.